# أليخاندرو مونتيال
أليخاندرو مونتيال (بالإسبانية: Alejandro Montiel)‏ (24 أغسطس 1993 في الأرجنتين - ) هو لاعب كرة قدم أرجنتيني في مركز الدفاع.

## روابط خارجية
- أليخاندرو مونتيال على موقع Soccerway.com (الإنجليزية)